# Norodom Phurissara
Norodom Phurissara (n. Nom Pen, 13 de octubre de 1919 - Desaparecido antes de mayo de 1978) fue un destacado príncipe y político camboyano que ocupó varios cargos ministeriales en las décadas de 1950, 1960, y 1970. Fue líder del Partido Democrático en las elecciones de 1955 y, tras la victoria del Sangkum, su primo Sihanouk lo forzó a disolver el partido. Posteriormente, trabajó como Ministro de Asuntos Exteriores del gobierno de Sihanouk y lo ayudó a establecer un gobierno en el exilio tras el golpe de Estado de Lon Nol de 1970 que instauró la República Jemer.
Entre abril de 1976 y mayo de 1978, Phurissara fue secuestrado y desaparecido por la dictadura totalitaria de los Jemeres Rojos durante las purgas políticas llevadas a cabo por Pol Pot tras la dimisión de Norodom Sihanouk como jefe de Estado.